# 高屋神社 (観音寺市)
高屋神社（たかやじんじゃ）は、香川県観音寺市にある神社。標高404mの稲積山の頂上にある。観音寺市の市街地と瀬戸内海を望む位置に鳥居があり「天空の鳥居」として知られる。四国八十八景69番として「絶景のパワーポイント天空の鳥居からの眺め」が選ばれた。

## 概要
讃岐に24ある延喜式内社の一つで、『延喜式』の「神名帳」（平安時代）に「讃岐国刈田郡高屋神社」とあり、讃岐国稲積大社正一位高屋神社で、「稲積神社（いなづみじんじゃ）」、「稲積さん」とも呼ばれている。
当初は山頂にあったのを1600年頃に、山の中腹に移し、さらに1760年頃に山麓に移したが、里人はその祟りをおそれて1831年に山頂の旧地に再び本殿を造営した。
2009年に舗装路が完成して自動車でほぼ山頂まで自動車で上がれるようになり、同年にこれを記念して大きな石の鳥居が作られ、この鳥居が景色を縁取るようになっていることから有名になった。

## 祭神
- 邇々杵命 - 天照大御神の孫で皇祖神の一柱。
- 咲夜比女命 - 大山津見神の娘で邇々杵命の妻。
- 保食命 - 食物の女神。

## 社殿
本宮
麓の県道から約6kmの林道が平成21年に神社まで開通し、駐車場から残り150mの徒歩で到着する。また、昔ながらの下の宮から中の宮を経由する17丁の登拝道もある。石段の下の真ん中にゆるぎ岩がある。また、北側の仁尾方面を見る展望所があり、瀬戸内海を一望できる。

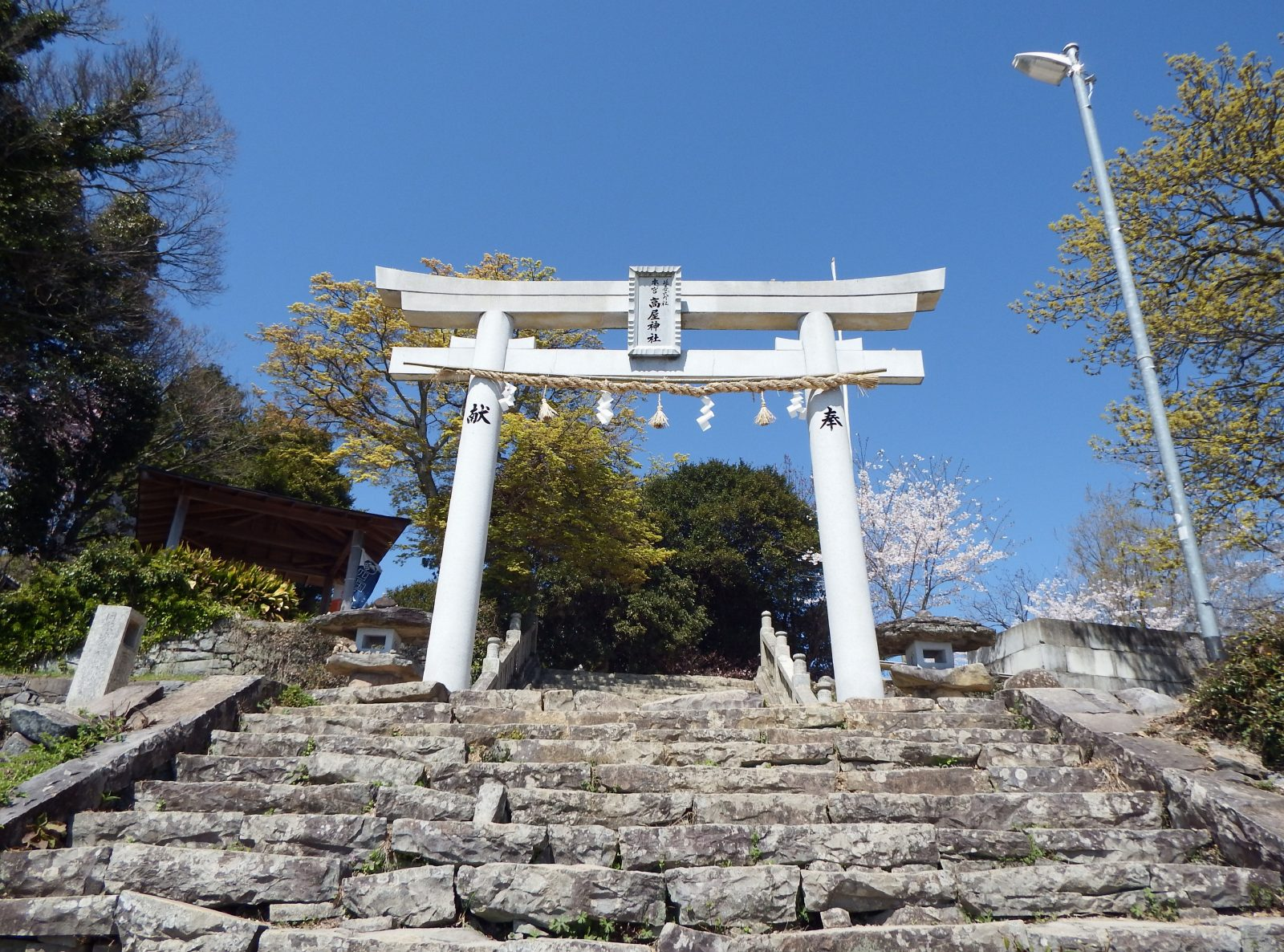
天空の鳥居
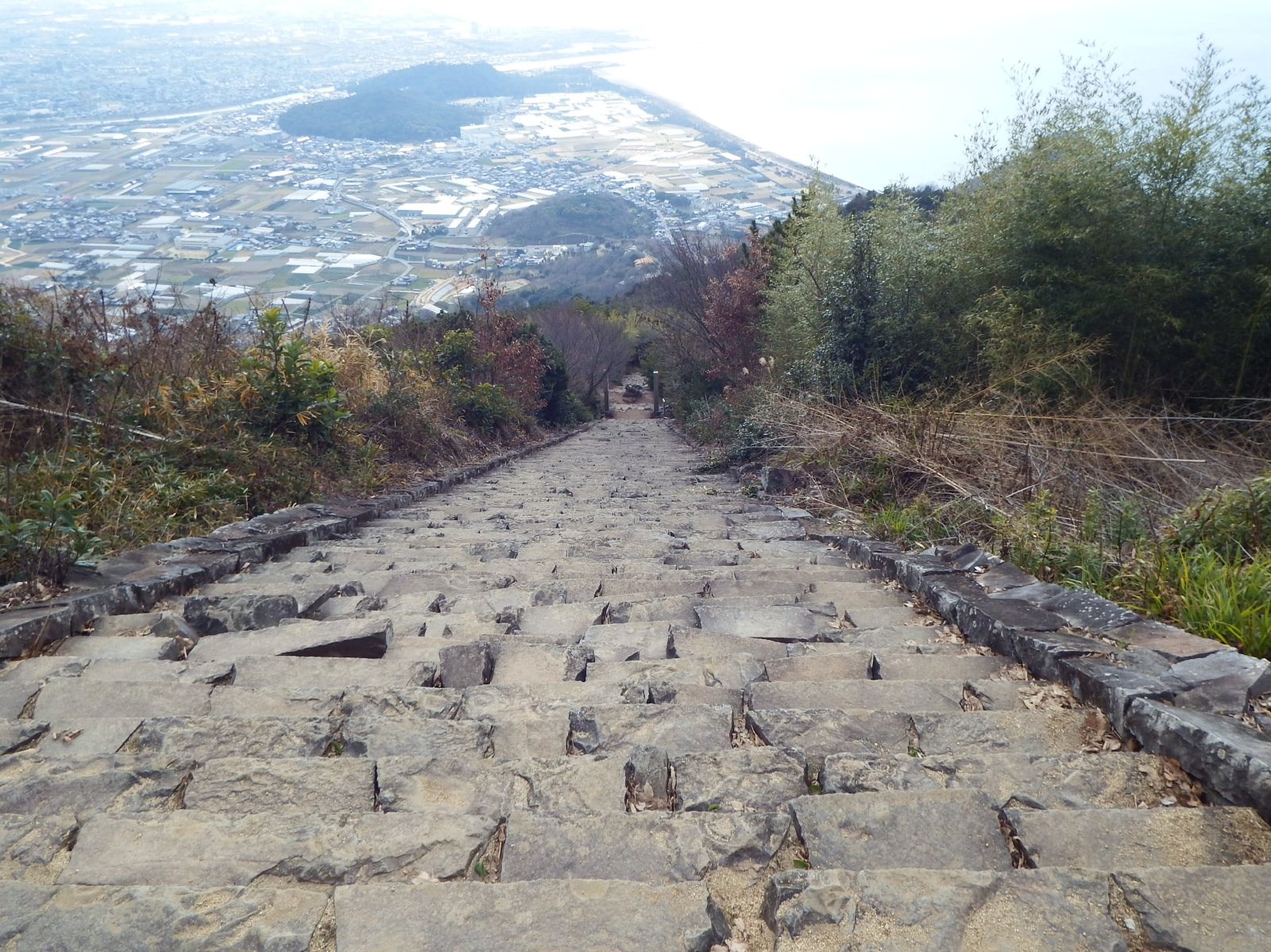
参道の石段
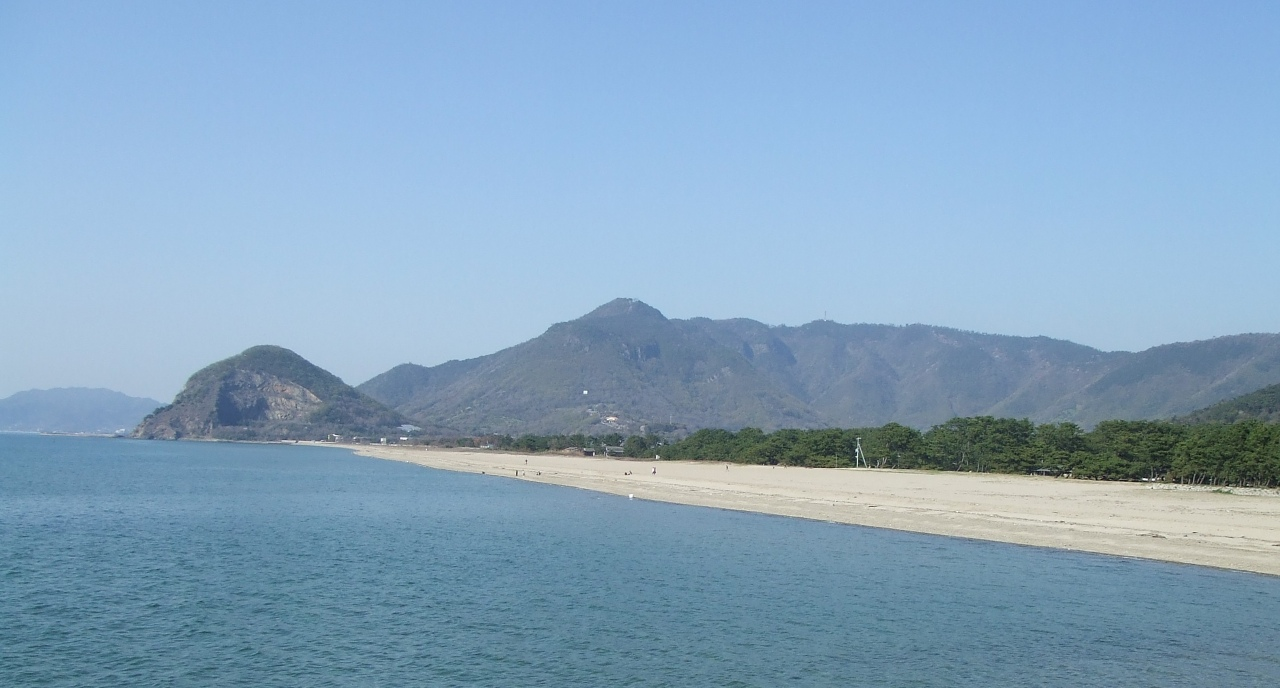
海岸から見る稲積山

中の宮
下宮から10丁石を越えたあたりで本宮との中間にあるが、今は鳥居と石の祠があるのみである。
下宮
観音寺市高屋町2730。本宮（上宮）まで17丁で、社殿の裏に御本殿遥拝の鳥居がある。春には、ちょうさ（太鼓台）祭りが行われる。無料の大駐車場あり。下宮から中稲積の石柱門までの参道は桜並木で、ここまで車であがることができる。
2024年（令和6年）12月15日に下宮の注連縄が新調された。

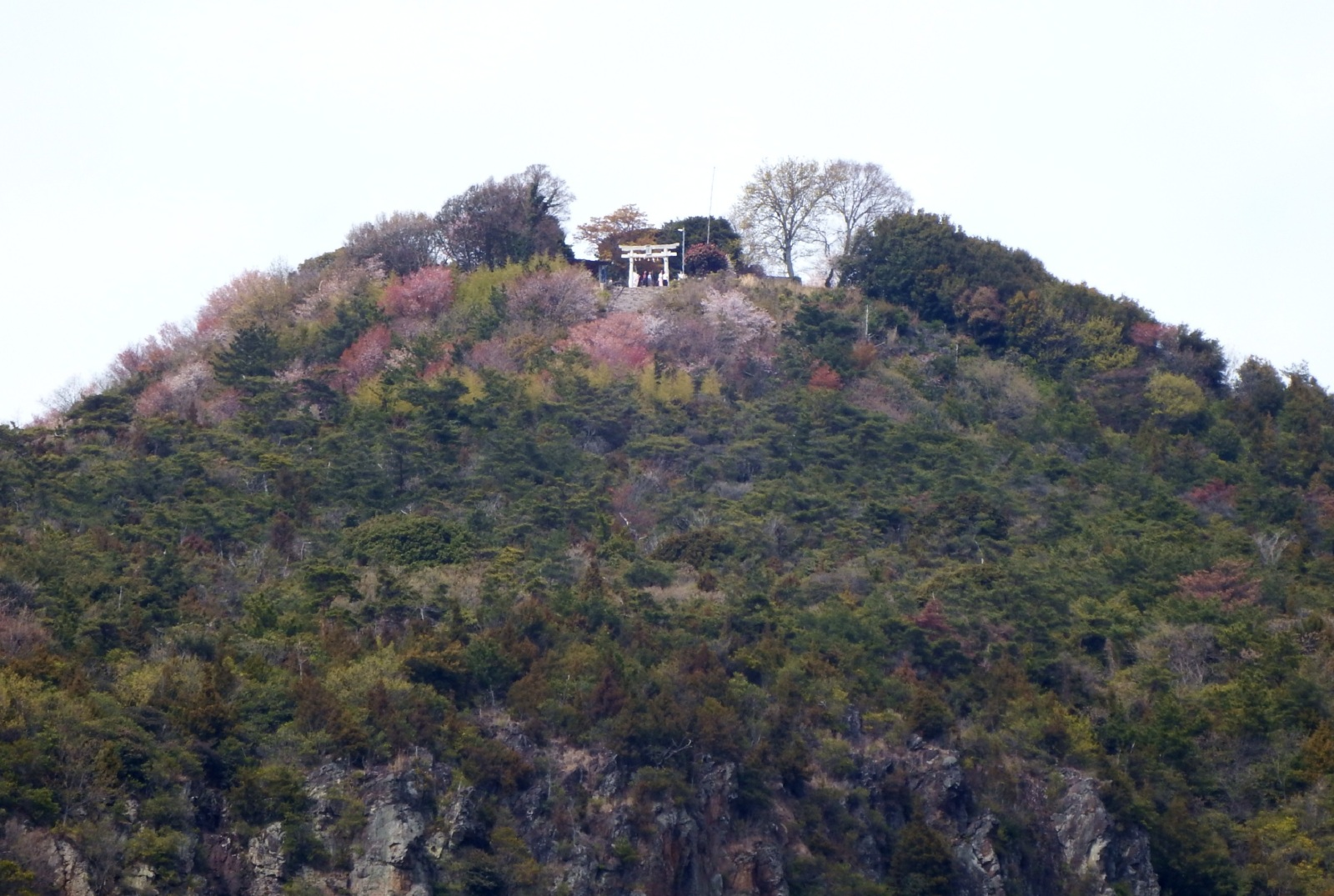
下宮から本宮を臨む
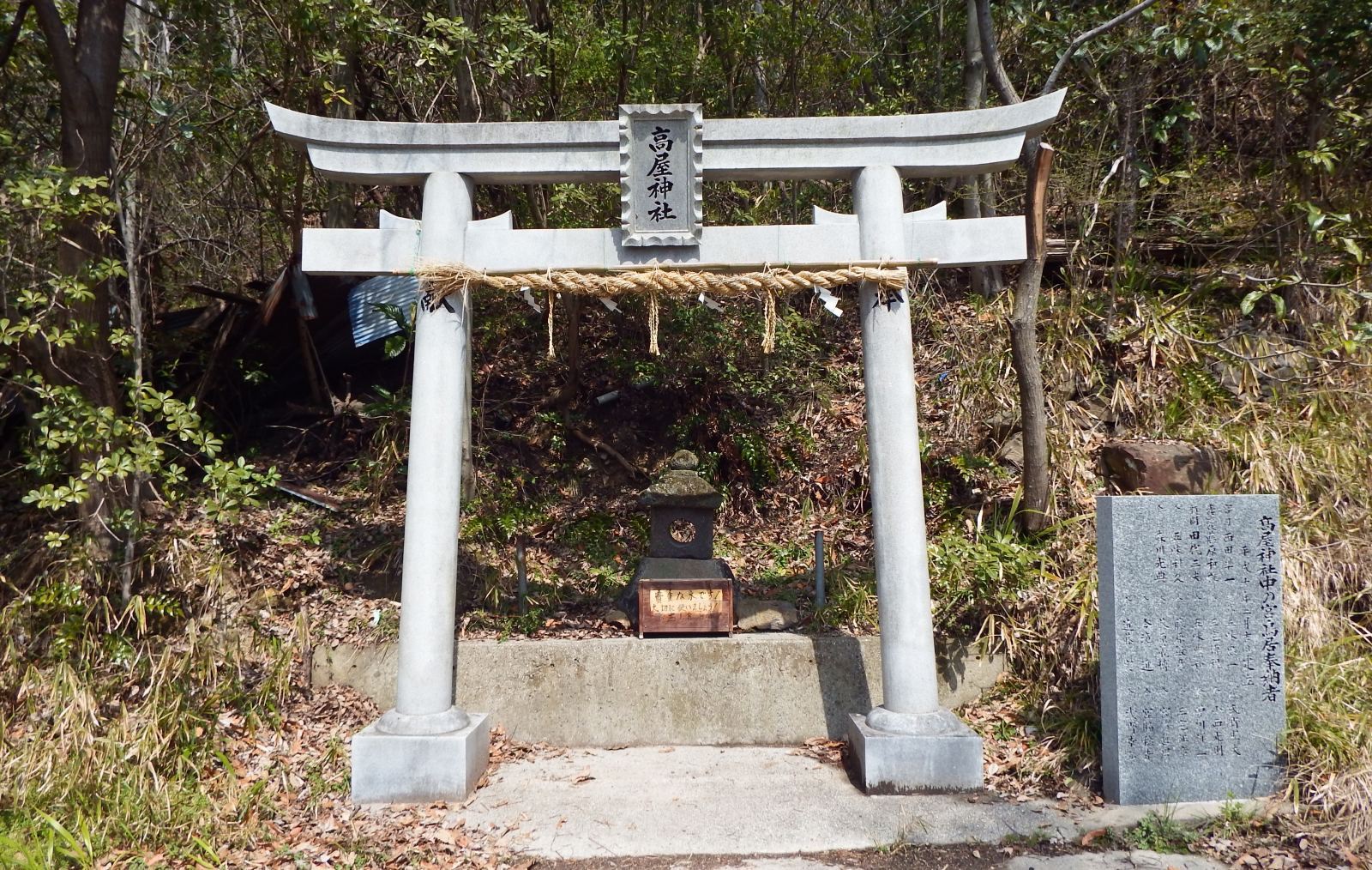
中の宮
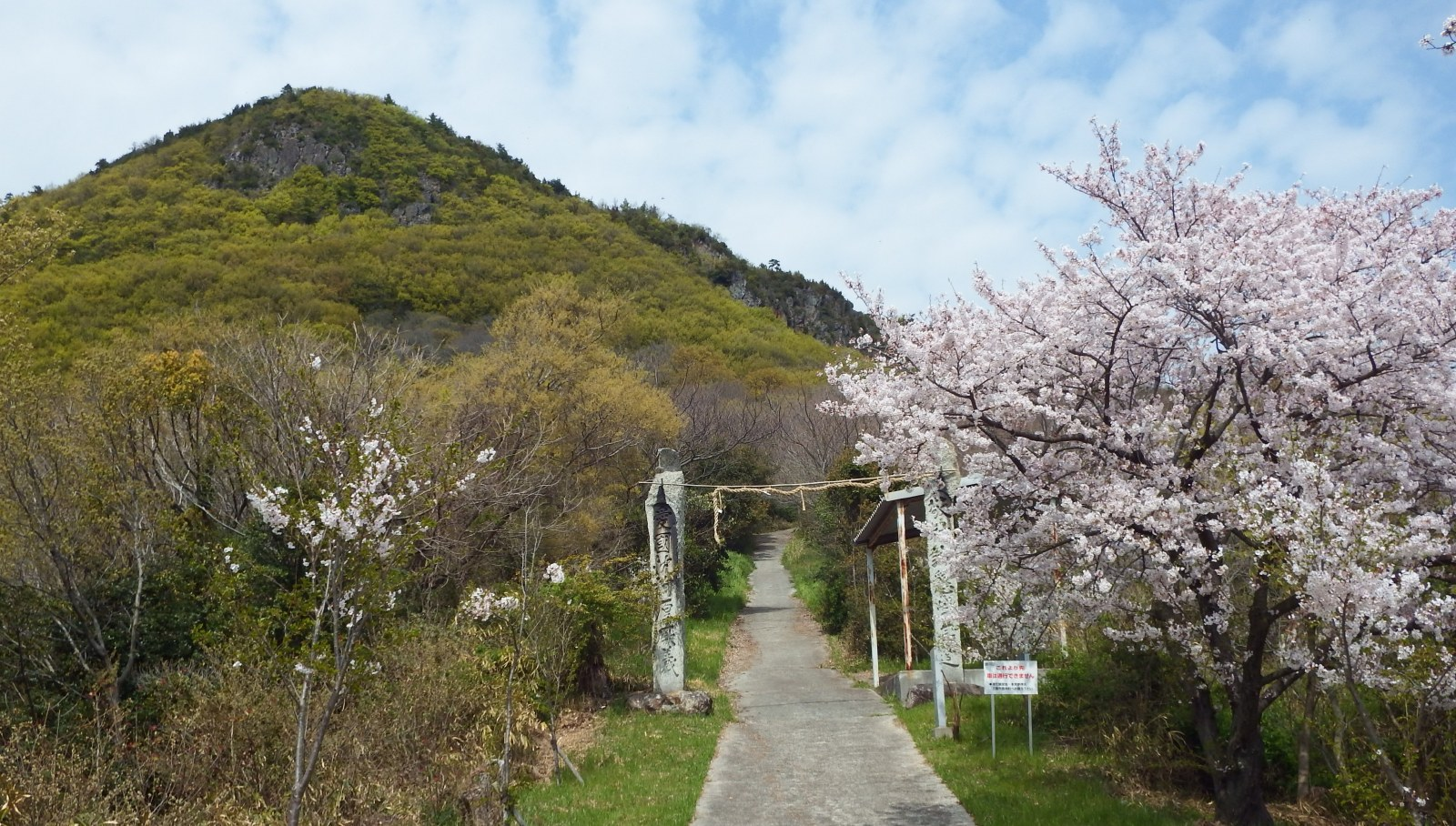
中稲積
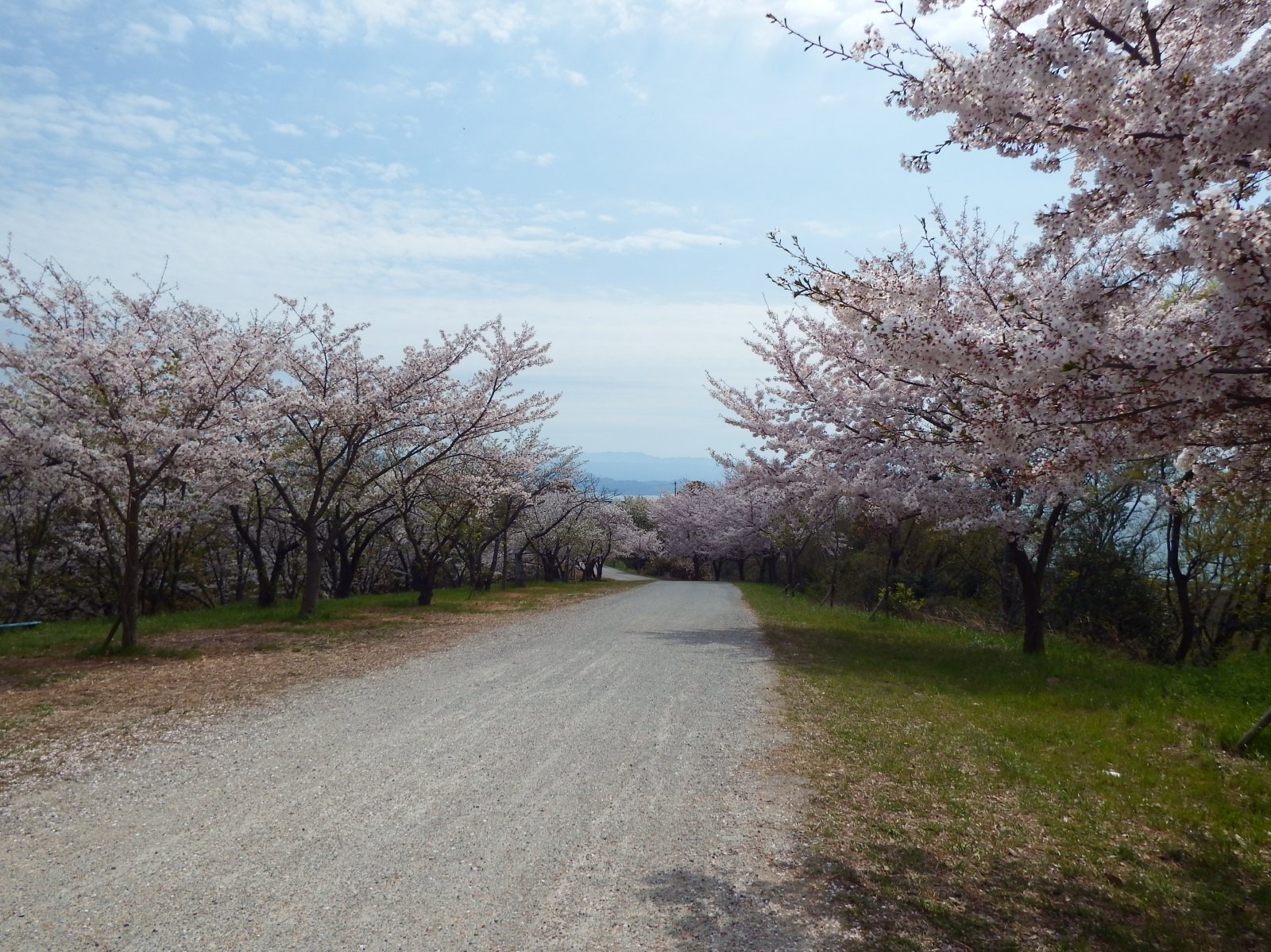
下宮の桜ロード
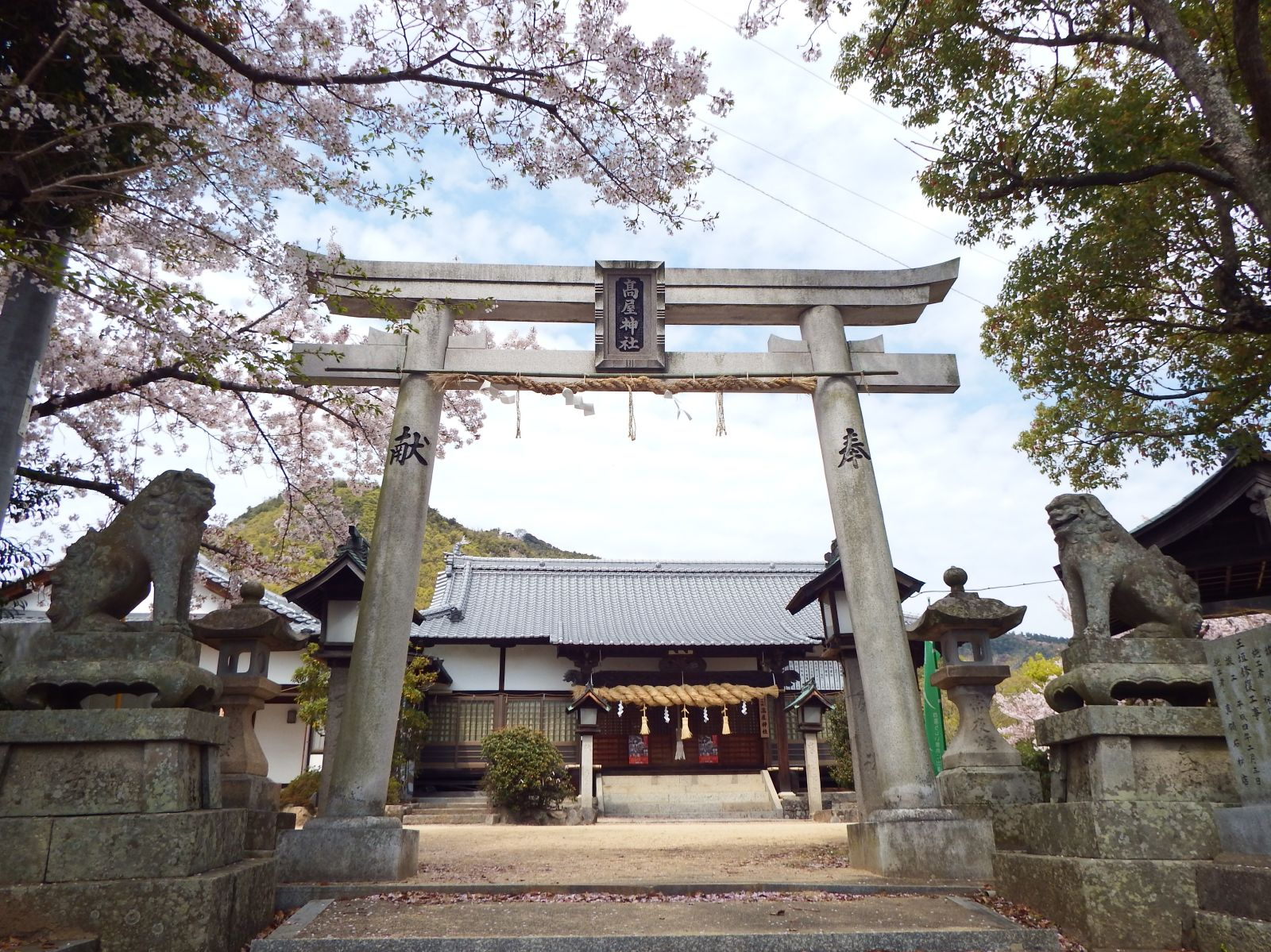
下宮
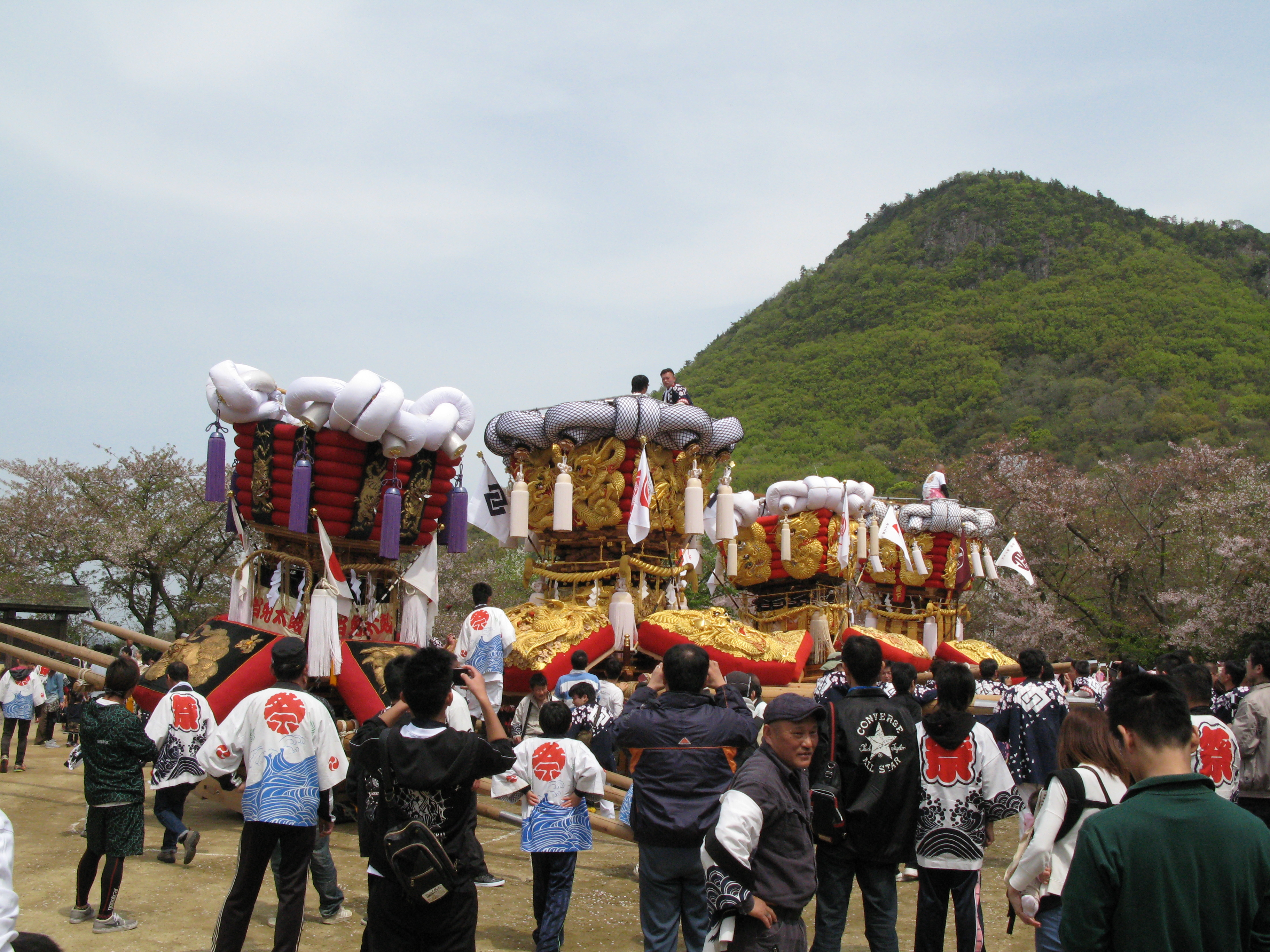
下宮で行われる高屋祭り